# Velika loža Urugvaja
Velika loža Urugvaja je prostozidarska velika loža v Urugvaju, ki je bila ustanovljena leta 1940.
Združuje 59 lož, ki imajo skupaj 2.600 članov.